# Horton Brook (dopływ Horton Lake)
Horton Brook – strumień (brook) w kanadyjskiej prowincji Nowa Szkocja, w hrabstwie Inverness, płynący w kierunku południowo-wschodnim i uchodzący do jeziora Horton Lake; nazwa urzędowo zatwierdzona 1 marca 1976.